# Lázaro de Cebreros
Lázaro de Cebreros, né vers 1506 et mort en 1582 en Nouvelle-Espagne, est un conquistador espagnol qui s'illustre dans la conquête de territoires correspondant au nord-ouest du Mexique actuel.
Lázaro de Cebreros del Arco naît à Cebreros, dans la province d'Ávila pendant la première moitié du XVIe siècle, probablement en 1506.   
Arrivé en Nouvelle-Espagne en mai 1528, il quitte Mexico en l'année suivante avec Nuño Beltrán de Guzmán pour le nord ouest du Mexique actuel.   
La conquête de la Nouvelle-Galice est marquée par de multiples violences et combats, notamment contre les indiens Tahúes qui sont défaits en avril 1531.  
Le 29 septembre 1531, il fonde sur leurs terres avec Nuño Beltrán de Guzmán la Villa de San Miguel, future ville de Culiacán.  
Comme il était d'usage pour les premiers conquistadors du Mexique, il devient alcalde de la Villa de San Miguel de Culiacán. Pour ses services à la couronne, on lui accorde les fiefs de Dadimeto, Oguani et Xifa, dont il est le corregidor.  
En mai 1536, alors qu'il mène une expédition d'encomienda, ses hommes trouvent et portent secours aux survivants de l'expédition en Floride de Pánfilo de Narváez, qui erraient en Amérique du Nord pendant huit ans depuis le naufrage de leurs navires. Il envoie les hommes à Culiacán puis à Mexico, où l'un d'entre-eux, Estevanico, convaincra le vice-roi de former une expédition visant à trouver les cités d'or.   
Avec sa femme Lucía Muñoz, il a trois enfants (Domingo, Juan Pérez et Miguel de Cebreros) et fonde l'une des familles les plus anciennes du Mexique, subsistante encore aujourd'hui. Il meurt en 1582. 